# Campionat del Món de X-Trial 2020
|  | Per al campionat del món a l'aire lliure d'aquell any, vegeu Campionat del Món de Trial 2020 |

La temporada de 2020 del Campionat del Món de X-Trial fou la 28a edició d'aquest campionat, organitzat per la FIM. El calendari oficial constava de 7 proves puntuables, celebrades entre el 16 de novembre de 2019 i el 25 d'abril de 2020. Dues d'elles s'havien de celebrar als Països Catalans: el Trial Indoor de Barcelona (el 2 de febrer) i la darrera del calendari previst, el Trial Indoor d'Andorra la Vella (25 d'abril). A l'hora de la veritat, però, el calendari es va veure escurçat a només 5 proves (la darrera, el 15 de febrer a Bilbao) a causa de la pandèmia de COVID-19.
Toni Bou va guanyar el catorzè dels seus 19 campionats mundials indoor (a data de 2025). Com ja havia passat diverses vegades, Bou va guanyar totes les proves puntuables del campionat i els tres primers classificats (Bou, Adam Raga i Jeroni Fajardo) eren catalans.

## Sistema de puntuació
L'any 2020 entrà en vigor un nou sistema de puntuació en què obtenien punts els 8 primers classificats de cada prova (en comptes dels 9 com abans), repartits d'acord amb el següent barem:
| Posició | 1  | 2  | 3  | 4 | 5 | 6 | 7 | 8 |
| Punts   | 20 | 15 | 12 | 9 | 6 | 4 | 2 | 1 |

## Calendari
| Ronda | Data           | Any  | Prova   | Lloc             | Guanyador   |
| ----- | -------------- | ---- | ------- | ---------------- | ----------- |
| 1     | 16 de novembre | 2019 | França  | Saint-Denis      | Toni Bou    |
| 2     | 23 de novembre | 2019 | França  | Rennes           | Toni Bou    |
| 3     | 19 de gener    | 2020 | Hongria | Budapest         | Toni Bou    |
| 4     | 2 de febrer    | 2020 | Espanya | Barcelona        | Toni Bou    |
| 5     | 15 de febrer   | 2020 | Espanya | Bilbao           | Toni Bou    |
| 6     | 21 de març     | 2020 | Àustria | Wiener Neustadt  | Cancel·lada |
| 7     | 25 d'abril     | 2020 | Andorra | Andorra la Vella | Cancel·lada |

## Classificació final
| Posició | Pilot            | Motocicleta | Punts |
| ------- | ---------------- | ----------- | ----- |
| 1       | Toni Bou         | Montesa     | 100   |
| 2       | Adam Raga        | TRRS        | 75    |
| 3       | Jeroni Fajardo   | Sherco      | 34    |
| 4       | Benoit Bincaz    | Beta        | 28    |
| 5       | Jorge Casales    | Gas Gas     | 28    |
| 6       | Jaime Busto      | Vertigo     | 28    |
| 7       | Gabriel Marcelli | Montesa     | 25    |
| 8       | Miquel Gelabert  | Vertigo     | 24    |
| 9       | Toby Martyn      | Beta        | 2     |
| 10      | Kieran Touly     | Scorpa      | 1     |